# Antony Flew
Antony Garrard Newton Flew (Londres, 11 de fevereiro de 1923 - Reading, 8 de abril de 2010) foi um filósofo e professor britânico. Conhecido e respeitado por várias décadas por seu pensamento ateísta, Flew admitiu em 2004 uma mudança de pensamento abandonando o ateísmo em favor do reconhecimento de uma existência divina.

## Biografia
Antony Flew, filho de um ministro metodista, nasceu em Londres, Inglaterra. Foi educado na St. Faith's Scholl, Cambridge e depois na Kingswood School, em Bath. Durante a Segunda Guerra Mundial, estudou a língua japonesa na Escola de Estudos Orientais e Africanos da Universidade de Londres e serviu como oficial da inteligência da Real Força Aérea.
Após a guerra, Flew graduou-se em Literae Humaniores (o estudo dos Clássicos) na St John's College, de Oxford, como aluno de Gilbert Ryle. Ambos estiveram entre os filósofos de Oxford que foram intensamente criticados por Ernest Gellner em seu livro "Words and Things" (1959).
Em 1954, Flew começou a chamar a atenção para sua carreira ao debater com Michael Dummett sobre causalidade retroativa.
Flew foi palestrante de Filosofia em Oxford de 1949 a 1950, e após esse tempo, por quatro anos na Universidade de Aberdeen. Foi também professor de Filosofia na  Universidade de Keele por vinte anos. Entre 1973 e 1983 ele deu aulas de Filosofia na Universidade de Reading Depois de aposentar-se, Flew assumiu durante alguns anos um posto em período parcial na Universidade York, de Toronto.
Em 1975, Flew desenvolveu em seu livro "Thinking About Thinkin" a falácia do Nenhum escocês verdadeiro.

## Do Ateísmo ao Deísmo

### Ateísta militante
Ainda estudante, Flew frequentou com razoável regularidade os encontros semanais no Clube Socrático de C. S. Lewis.
Embora considerasse Lewis um "homem eminentemente razoável" e "de longe o mais poderoso apologista cristão dos sessenta anos seguintes à fundação daquele clube", Flew não chegou a se impressionar com o argumento da moralidade de Lewis, descrito no livro Cristianismo Puro e Simples.
Flew também criticou diversos outros argumentos filosóficos sobre a existência de Deus. Ele concluiu que o argumento ontológico em particular falha por se basear na premissa de que o conceito de Ser pode ser derivado do conceito de Bondade. Apenas as formas científicas do argumento teleológico impressionavam Flew de forma decisiva.
Em God and Philosophy (1966) e The Presumption of Atheism, (1984), Flew conquistou sua fama argumentando que alguém deveria pressupor o ateísmo até que alguma evidência de Deus aflorasse. Ele ainda sustenta esta abordagem evidencialista embora, nos anos recentes tenha admitido que essas evidências de fato existem. Em dezembro de 2004 ele declarou em uma entrevista: "Eu considero um Deus muito diferente do Deus dos cristãos e muito distante do Deus do Islamismo, porque ambos são retratados como déspotas orientais, Saddam Husseins cósmicos".

### Mudança de opinião
Em diversas ocasiões, a partir de 2001, começaram a circular rumores sobre um abandono do ateísmo por parte de Flew, que publicamente se manifestou para negá-los.
Em 2003, Flew chegou a assinar o Manifesto Humanista III.
Entretanto, em dezembro de 2004, Flew, em uma entrevista oferecida a Gary Habermas, seu amigo e oponente filosófico, admitiu reconhecer evidências em favor da existência de Deus. Esta entrevista foi publicada no periódico "Philosophia Christi", da Universidade Biola com o título Atheist Becomes Theist - Exclusive Interview with Former Atheist Antony Flew (Ateísta torna-se Teísta – Entrevista Exclusiva com ex-ateu Antony Flew). Escreve o livro Um ateu garante: Deus existe.
Flew concordou com esse título. De acordo com a introdução, Flew havia em janeiro de 2004, pouco tempo antes da entrevista, declarado a Habermas que ele havia adotado uma postura deísta. Mais tarde, o texto foi revisto pelos dois participantes ao longo dos meses precedentes à publicação da entrevista.
No artigo, Flew afirma que certas considerações filosóficas e científicas o levaram a repensar seu trabalho de toda uma vida em apoio ao ateísmo em favor de um tipo de deísmo, similar ao defendido por Thomas Jefferson: "Por um lado a razão, principalmente na forma de argumentos pró-design nos assegura que há um Deus, por outro, não há espaço seja para alguma revelação sobrenatural, seja para alguma transação entre tal Deus e seres humanos individuais".
A concepção de Deus adotada por Flew, conforme explicada na entrevista, é limitada à ideia de Deus como causa primeira. Ele rejeita a ideia de um pós-vida, ou de Deus como origem do bem e da ressurreição de Jesus como um fato histórico, embora tenha permitido em seu último livro a adição de um breve capítulo argumentando em favor da ressurreição de Cristo.
Críticas à mudança de Antony Flew não tardaram a aparecer, como a do jornalista Mark Oppenheimer, que valeu-se da idade do filósofo, então com 84 anos, para sugerir que Flew estivesse sofrendo de algum tipo de leve de demência.
Em 2007, Flew lançou um livro intitulado "There's a God" (Existe um Deus), tendo o escritor Roy Varghese como co-autor. Logo após o lançamento, o jornal The New York Times publicou um artigo reportando que Varghese teria sido quase que inteiramente responsável pela redação do livro e que Flew sofria um acentuado estado de declínio mental, tendo grande dificuldade em recordar figuras chave, ideias e eventos relacionados ao tema do livro. “Isso é na verdade coisa do Roy Varghese”, disse Flew ao jornalista Mark Oppenheimer do New York Times, “Ele mostrou para mim e eu disse tudo bem. Estou muito velho para esse tipo de trabalho!”.
O artigo provocou exclamações públicas em que Varghese foi acusado de manipulador
Varghese justificou suas ações, apoiado pelo editor, que divulgou um texto assinado por Flew, onde este reiterava a sua autoria das ideias constantes no livro, respondendo que em função de sua idade já avançada (84 anos na ocasião), o papel de um colaborador na redação do texto, não era apenas justificável como também necessário. Flew insistia ainda que a possibilidade ser manipulado por alguém devido a sua idade era totalmente equivocada.
Flew explicou que “as descobertas resultantes de mais de 50 anos de pesquisas sobre o DNA fornecem evidências de um argumento novo e muito forte em apoio à existência de um projeto inteligente”. Até mesmo o “registro bíblico [de Gênesis capítulo um] pode estar cientificamente correto”, afirma ele. Então, será que ele está pronto para se tornar um cristão praticante? “Dificilmente”, diz. No entanto, “se eu quisesse qualquer tipo de vida futura, me tornaria Testemunha de Jeová”.

## Prêmios
- John Locke Prize, Universidade de Oxford, 1948;[13]
- D.Litt., Universidade de Keele, 1974;[13]
- Laureate of the Academy of Humanism, 1983;[13]
- In Praise of Reason Award, 1985;[13]
- Richard M. Weaver Award, 1998;[13]
- James Wilbur Award, 1999;[13]
- Schlarbaum Laureate, 2001.[13]

## Trabalhos
- A New Approach to Psychical Research (1953)
- New Essays in Philosophical Theology (1955) editor with Alasdair Macintyre
- Essays in Conceptual Analysis (1956)
- Hume's Philosophy of Belief (1961)
- Logic And Language (1961) editor
- God and Philosophy (1966)
- Logic & Language (Second Séries) (1966) editor
- Evolutionary Ethics (1967)
- An Introduction to Western Philosophy - Ideas and Argument from Plato to Sartre (1971)
- Body, Mind and Death (1973)
- Crime or Disease (1973)
- Thinking About Thinking (1975)
- Sociology, Equality and Education: Philosophical Essays In Defence Of A Variety Of Differences (1976)
- Thinking Straight (1977) (ISBN 9780879750886)
- A Dictionary of Philosophy (1979) editor, com Stephen Priest
- Philosophy, an Introduction (1979)
- Libertarians versus Egalitarians (c.1980) pamphlet
- The Politics of Procrustes: contradictions of enforced equality (1981)
- Darwinian Evolution (1984)
- God, Freedom and Immortality: A Critical Analysis. (1984)
- The Presumption of Atheism (1984)
- Examination not Attempted in Right Ahead, newspaper of the Conservative Monday Club, Conservative Party Conference edition, October 1985.
- God: A Critical Inquiry (1986) - reimpressão of God and Philosophy (1966) com nova introdução
- Agency and Necessity (Grandes debates em Filosofia) (1987) com Godfrey Norman Agmondis Vesey
- Did Jesus Rise From the Dead? The Resurrection Debate (1987) com Gary Habermas
- Power to the Parents: Reversing Educational Decline (1987)
- Prophesy or Philosophy? Historicism or History? in Marx Refuted, editado por Ronald Duncan and Colin Wilson, Bath, (UK), 1987, ISBN 0-906798-71-X
- Readings in the Philosophical Problems of Parapsychology (1987) editor
- God, A Critical Inquiry (1988)
- Does God Exist?: A Believer and an Atheist Debate (1991) com Terry L. Miethe
- A Future for Anti-Racism?  (Social Affairs Unit 1992) panfleto
- Atheistic Humanism (1993) (ISBN 978-0879758479)
- Thinking About Social Thinking (1995)
- Education for Citizenship (Studies in Education No. 10) (Institute of Economic Affairs, 2000)
- Merely Mortal? (2000)
- Equality in Liberty and Justice (2001) Transaction Publishers.
- Does God Exist: The Craig-Flew Debate (2003) with William Lane Craig (ISBN 978-0754631903)
- Social Life and Moral Judgment (2003)
- God and Philosophy (2005) – outra reimpressão de God and Philosophy (1966) com outra nova introdução
- There is a God: How the World's Most Notorious Atheist Changed His Mind (2007) com Roy Abraham Varghese (ISBN 978-0061335297)

### Publicações em português
- FLEW, Antony, Um ateu garante: Deus Existe, Ediouro, 2008, ISBN 9788500023545